# Premsa gratuïta
La premsa gratuïta és aquella que es distribueix sense cap cost per al lector; conseqüentment, el finançament d'aquestes publicacions prové íntegrament de la publicitat.
La premsa gratuïta se sol distribuir en llocs molt concorreguts com ara els principals carrers d'una ciutat, les boques de metro, les estacions de tren o les universitats.

## Història
Per bé que existien revistes i setmanaris gratuïts des de feia dècades, especialment amb finalitats publicitàries o de promoció local, l'auge de la premsa gratuïta es va produir amb l'aparició dels diaris que es repartien al transport públic. El primer diari d'aquestes característiques, el Metro, va aparèixer a Suècia el 1995. Dos anys després ja es distribuïa per diversos països europeus. L'any 1999 l'editora noruega Schibested llança a Zúric el 20 minuts, que avui en dia ja compta amb edicions arreu d'Europa.
A Espanya es distribueixen les següents edicions de premsa gratuïta: 
- Qué!
- Metro'
- 20 minutos
- ADN
- Crack 10
- De luns a venres

L'arribada de la premsa gratuïta suposa una nova competència a la premsa tradicional o de pagament.